# Épierre
Épierre est une commune française située dans le département de la Savoie, en région Auvergne-Rhône-Alpes.

## Géographie

### Localisation
La commune d'Épierre se situe dans partie basse de la vallée inférieure de l'Arc ou de la vallée de la Maurienne, à environ 10 kilomètres en amont d'Aiguebelle. Cette partie de la vallée se nomme la Basse Maurienne, sur laquelle a été créée la communauté de communes Porte de Maurienne.

### Communes limitrophes
| Saint-Pierre-de-Belleville | Argentine |               |
| Saint-Léger                | Épierre   | La Léchère    |
| La Chapelle                |           | Montgellafrey |

### Relief et géologie
La commune se situe en basse Maurienne, dans un bassin précédent celui de la Chambre. Le village principal est bâti en fond de vallée dans l'axe des massifs cristallins externes. Les roches les plus communes sont le granite et le gneiss.
Épierre est dominée par le massif de la Lauzière.
Le delta entre le bas de la commune et ses sommets est de plus de 2 200 m d'altitude.

### Hydrographie
La rivière l'Arc délimite l'ouest du territoire de la commune.

### Transports

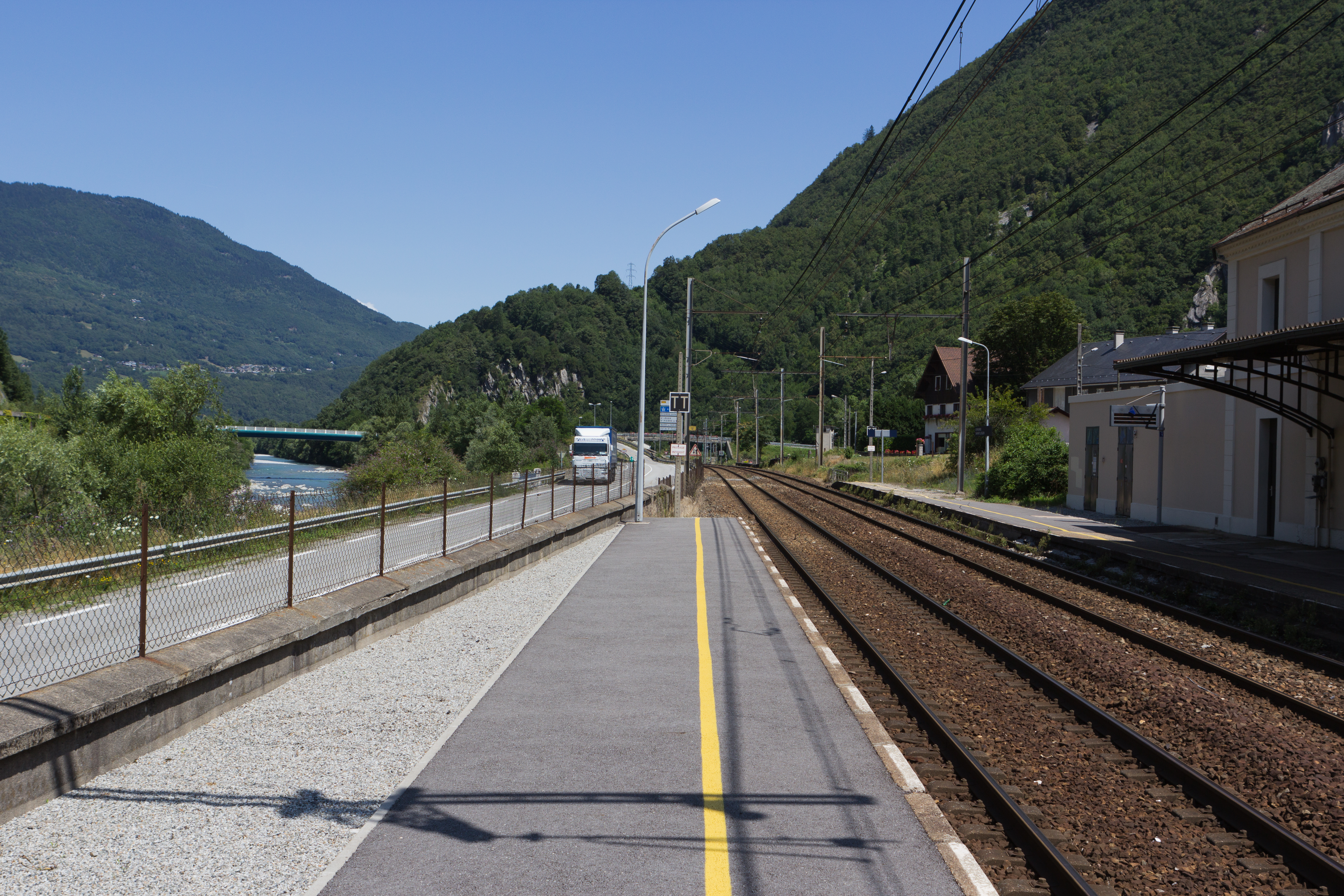
La gare d'Épierre - Saint-Léger le long de la D 1006.

La commune d'Épierre est accessible par l'autoroute A43, sortie no 25 : Aiguebelle - Épierre, et par la route départementale D 1006 (ancienne nationale 6).
La gare d'Épierre - Saint-Léger  est desservie par les trains TER en provenance de Lyon, Chambéry et Saint-Jean de Maurienne.

### Climat
Pour des articles plus généraux, voir Climat d'Auvergne-Rhône-Alpes et Climat de la Savoie.
En 2010, le climat de la commune est de type climat de montagne, selon une étude du Centre national de la recherche scientifique s'appuyant sur une série de données couvrant la période 1971-2000. En 2020, Météo-France publie une typologie des climats de la France métropolitaine dans laquelle la commune est exposée à un climat de montagne ou de marges de montagne et est dans la région climatique Alpes du nord, caractérisée par une pluviométrie annuelle de 1 200 à 1 500 mm, irrégulièrement répartie en été.
Pour la période 1971-2000, la température annuelle moyenne est de 10,9 °C, avec une amplitude thermique annuelle de 20,2 °C. Le cumul annuel moyen de précipitations est de 1 197 mm, avec 9,9 jours de précipitations en janvier et 8,9 jours en juillet. Pour la période 1991-2020, la température moyenne annuelle observée sur la station météorologique de Météo-France la plus proche, « Saint-Alban des Hurtières », sur la commune de Saint-Alban-d'Hurtières à 4 km à vol d'oiseau, est de 11,0 °C et le cumul annuel moyen de précipitations est de 1 274,5 mm,. Pour l'avenir, les paramètres climatiques de la commune estimés pour 2050 selon différents scénarios d'émission de gaz à effet de serre sont consultables sur un site dédié publié par Météo-France en novembre 2022.

## Urbanisme

### Typologie
Au 1er janvier 2024, Épierre est catégorisée bourg rural, selon la nouvelle grille communale de densité à sept niveaux définie par l'Insee en 2022.
Elle est située hors unité urbaine et hors attraction des villes,.

### Occupation des sols
L'occupation des sols de la commune, telle qu'elle ressort de la base de données européenne d’occupation biophysique des sols Corine Land Cover (CLC), est marquée par l'importance des forêts et milieux semi-naturels (94,1 % en 2018), en diminution par rapport à 1990 (95,7 %). La répartition détaillée en 2018 est la suivante : 
forêts (55,8 %), espaces ouverts, sans ou avec peu de végétation (25,3 %), milieux à végétation arbustive et/ou herbacée (13 %), zones urbanisées (3,4 %), zones agricoles hétérogènes (1,3 %), zones industrielles ou commerciales et réseaux de communication (1,2 %).
L'IGN met par ailleurs à disposition un outil en ligne permettant de comparer l’évolution dans le temps de l’occupation des sols de la commune (ou de territoires à des échelles différentes). Plusieurs époques sont accessibles sous forme de cartes ou photos aériennes : la carte de Cassini (XVIIIe siècle), la carte d'état-major (1820-1866) et la période actuelle (1950 à aujourd'hui).

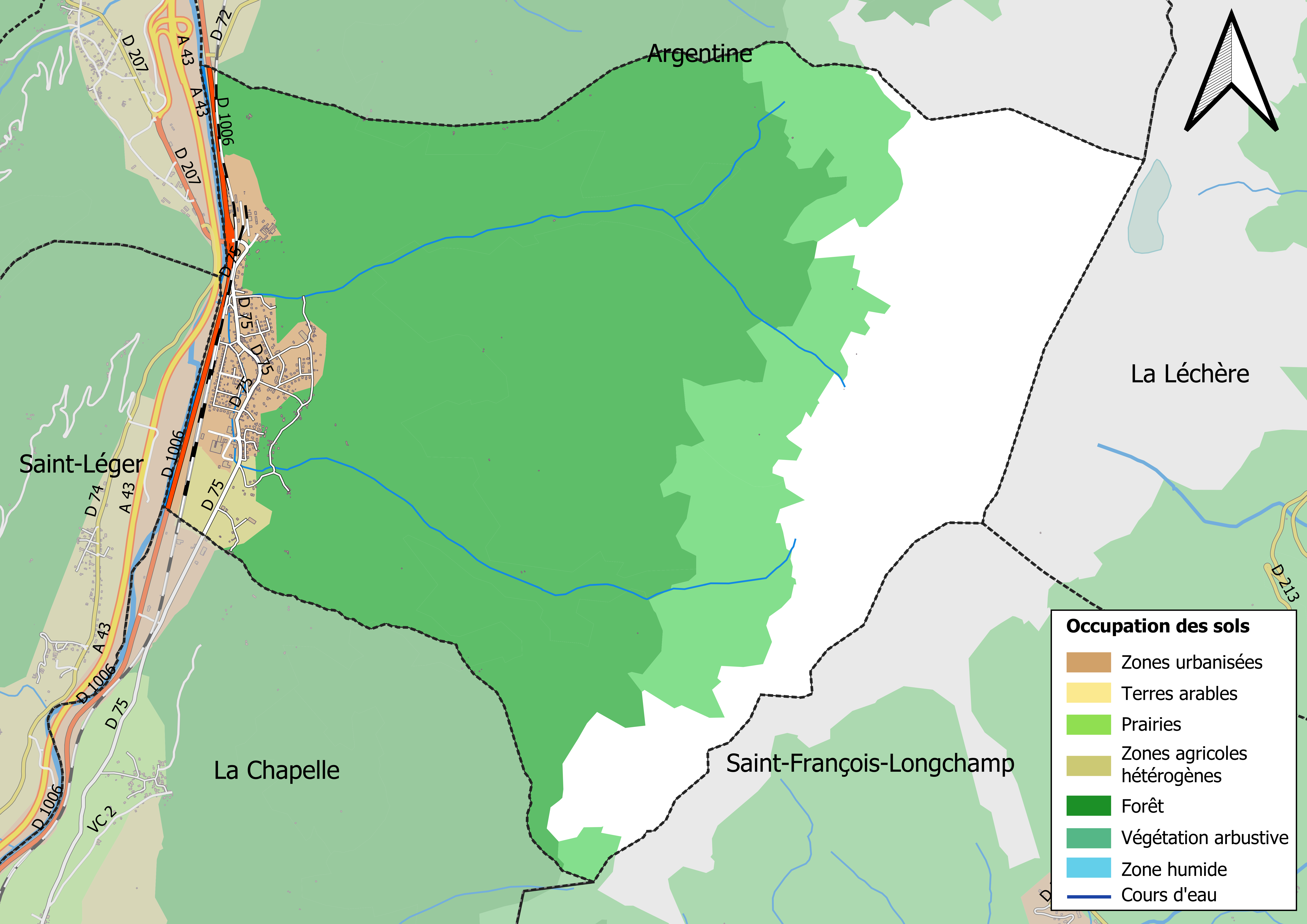
Carte des infrastructures et de l'occupation des sols en 2018 (CLC) de la commune.
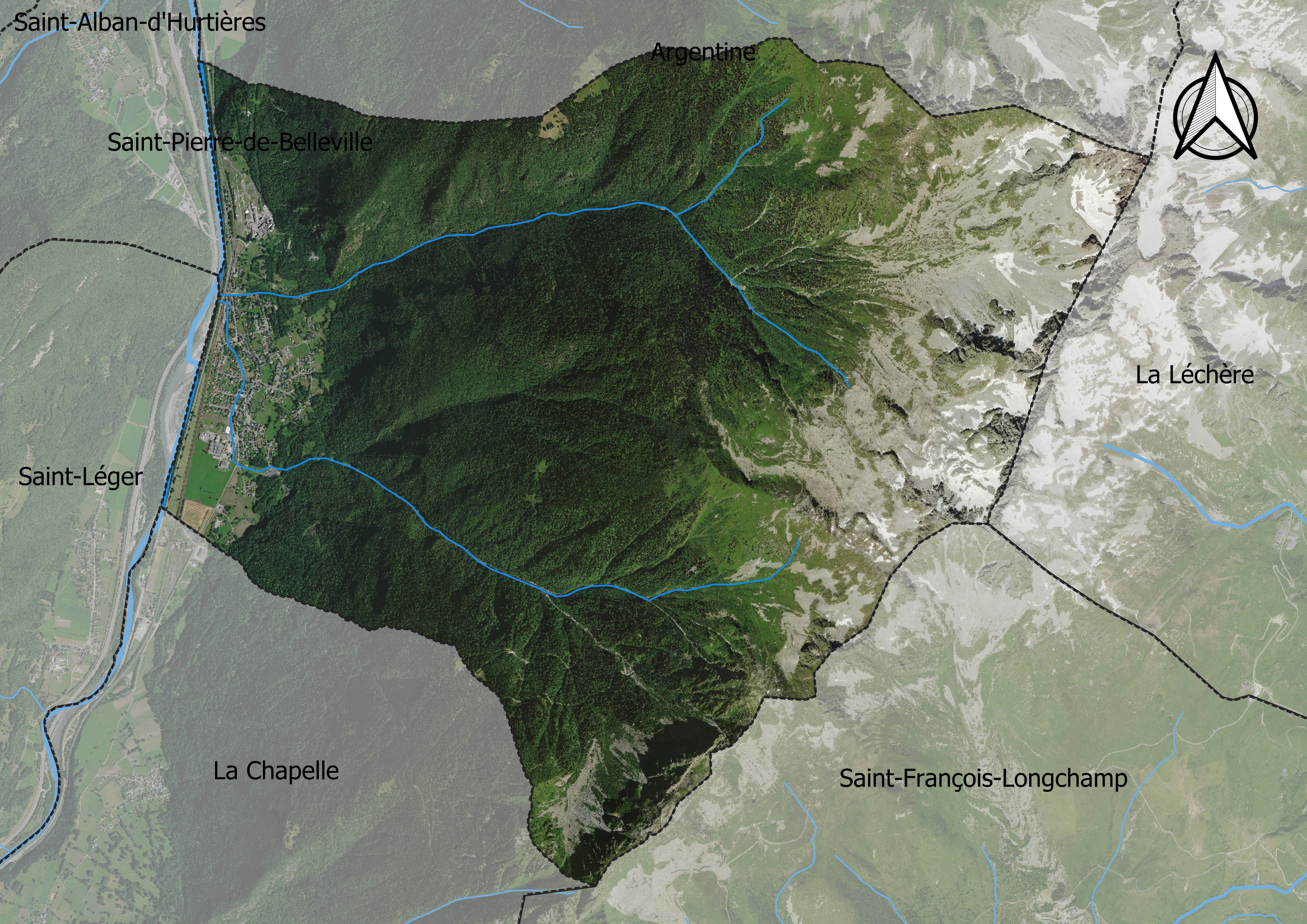
Carte orthophotogrammétrique de la commune.

## Toponymie
Épierre : en patois, *Éve pierre < *Acqua pietrosa. L'Arc doit ici parcourir des rapides, qui contrastent en aval avec une zone de calme relatif, d'où le nom d'Aiguebelle, commune située en aval sur le cours d'eau.
Autre variante : Ad pietra, lieu entouré de rochers.
En francoprovençal, le nom de la commune s'écrit Épyére (graphie de Conflans) ou Èpiérra (ORB).

## Histoire

### Période médiévale
Durant la période médiévale, Épierre est une partie de la seigneurie appartenant La Chambre. Elle est positionnée entre le comté de Savoie et celui de Maurienne, permettant de contrôler le passage, notamment le passage par vers le col du Grand Cucheron. La maison forte d'Épierre permet de le contrôler.
La commune d'Épierre a été détachée d'Aiguebelle en 1738.

### Bataille d'Épierre
- Bataille d'Épierre (en)

### Développement industriel
À partir de 1924 la vie de la commune a été fortement marquée par la présence d’une usine de phosphore – la seule, pratiquement, en France si l’on excepte un petit atelier dans l’usine de Pierrefitte-Nestalas. Au départ, il s’agissait pour la société Coignet, d’origine lyonnaise, de regrouper en une seule entité trois petites unités implantées dans les Alpes. Le but restait le même : pour une fabrication exigeant 13 500 kWh à la tonne, disposer d’un approvisionnement énergétique autonome. Or l’opportunité se présentait du rachat des trois petites centrales hydroélectriques (Corbière, Lauzière et des Moulins). Pour faire face aux investissements de modernisation, au terme de divers accords, Coignet a été conduit à intégrer le groupe Kuhlmann en 1960 et, pour finir, à entrer dans le conglomérat PUK en 1972.
Pari tenu, malgré la perte de l’autonomie énergétique du fait de la nationalisation de l’électricité, comme en témoigne la progression de la production passée de 1 000 tonnes vers 1950 à 13 000  en 1971. Le défi à relever était pourtant considérable car l’usine d’Épierre était particulièrement pénalisée par son enclavement dans un site montagnard du fait de l’énormité des intrants pour une telle fabrication. Le phosphate tricalcique importé de Tunisie devait être débarrassé de sa gangue calcaire et réduit de son oxyde, sa teneur en phosphore pur n’étant que de 12,5 %. Compte tenu, par ailleurs, du quartzite et du coke nécessaires au traitement du minerai brut, la mise au mille s’établissait à 13,5 tonnes pour une tonne de phosphore. PUK devait lutter contre la concurrence étrangère, allemande et canadienne en particulier. La fermeture paraissait inévitable malgré  une politique de qualité exceptionnelle. Il est remarquable que la production ait été maintenue jusqu'en 1995, par les repreneurs successifs, Atochem depuis 1985, Elf Atochem depuis 1992.
Si l'emploi a pu être relativement sauvegardé, l'effectif passant de 179 en 1974 à 114 en 1985 c'est grâce au développement de la production de dérivés du phosphore : l'anhydride phosphorique dès les années 1960, les acides polyphosphoriques depuis 1979. Cet effort constant de spécialisation a été poursuivi par Atofina de 2000 à 2002, puis le néerlandais ThermPhos de 2002 à 2013, date du rachat par l'Allemand Lanxess, leader mondial pour le  pentoxyde de phosphore et l'acide polyphosphorique, substances intermédiaires pour diverses fabrications, en pharmacie en particulier. Mais seule une trentaine d'emplois a pu être maintenue.

## Politique et administration

### Liste des maires

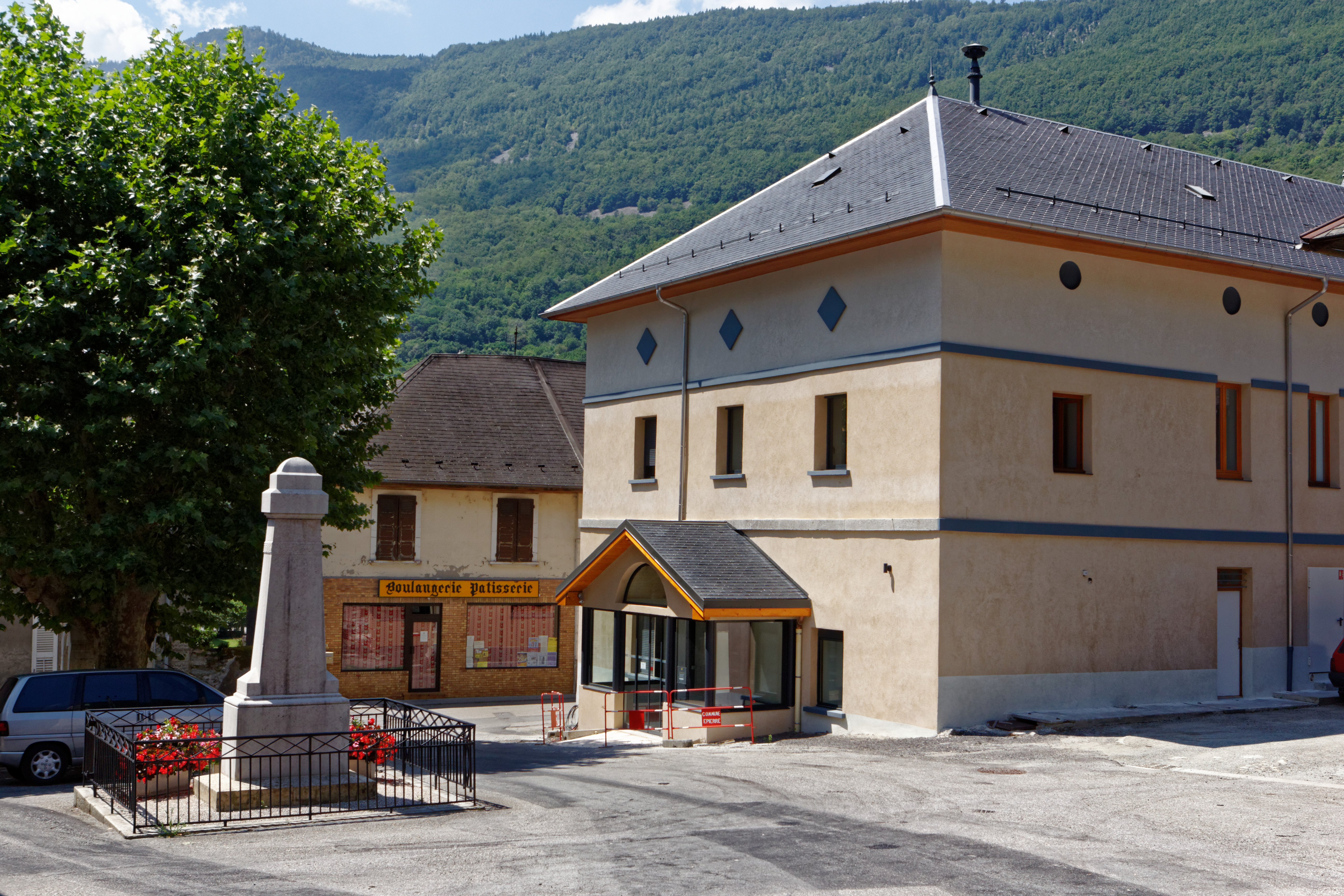
L'hôtel de ville d'Épierre.

| Période                                  | Période  | Identité      | Étiquette | Qualité |
| ---------------------------------------- | -------- | ------------- | --------- | ------- |
| Les données manquantes sont à compléter. |          |               |           |         |
| avant 1995                               | ?        | Paul Charvin  |           |         |
| mars 2001                                | 2020     | Jean Bouvier  |           |         |
| 2020                                     | En cours | Sylvain Conti |           |         |

## Population et société
Les habitants de la commune sont appelés les Epierrien(ne)s.

### Démographie
L'évolution du nombre d'habitants est connue à travers les recensements de la population effectués dans la commune depuis 1793. Pour les communes de moins de 10 000 habitants, une enquête de recensement portant sur toute la population est réalisée tous les cinq ans, les populations de référence des années intermédiaires étant quant à elles estimées par interpolation ou extrapolation. Pour la commune, le premier recensement exhaustif entrant dans le cadre du nouveau dispositif a été réalisé en 2007.

En 2022, la commune comptait 762 habitants, en évolution de −0,39 % par rapport à 2016 (Savoie : +3,63 %, France hors Mayotte : +2,11 %).
| 1793 | 1800 | 1806 | 1822 | 1838 | 1848 | 1858 | 1861 | 1866 |
| ---- | ---- | ---- | ---- | ---- | ---- | ---- | ---- | ---- |
| 358  | 348  | 380  | 360  | 490  | 540  | 542  | 531  | 576  |

| 1872 | 1876 | 1881 | 1886 | 1891 | 1896 | 1901 | 1906 | 1911 |
| ---- | ---- | ---- | ---- | ---- | ---- | ---- | ---- | ---- |
| 606  | 584  | 629  | 660  | 577  | 551  | 565  | 610  | 630  |

| 1921 | 1926 | 1931 | 1936 | 1946 | 1954 | 1962 | 1968 | 1975 |
| ---- | ---- | ---- | ---- | ---- | ---- | ---- | ---- | ---- |
| 625  | 681  | 616  | 566  | 566  | 674  | 750  | 753  | 761  |

| 1982 | 1990 | 1999 | 2006 | 2007 | 2012 | 2017 | 2022 | - |
| ---- | ---- | ---- | ---- | ---- | ---- | ---- | ---- | - |
| 820  | 650  | 578  | 651  | 661  | 758  | 759  | 762  | - |

## Culture locale et patrimoine

### Lieux et monuments
Le château d'Épierre est une ancienne maison forte du XIIe siècle, reconstruite au XIVe siècle, et, restauré au XVIe ou XVIIe siècle, qui se dresse au nord-est, dans la partie haute du bourg. Il surveillait l'étroit passage sur la rivière Arc. Au Moyen Âge, il fut le centre de la seigneurie d'Épierre, élevée au rang de baronnie.
Près du château se trouve une ancienne église datant du XIVe siècle.

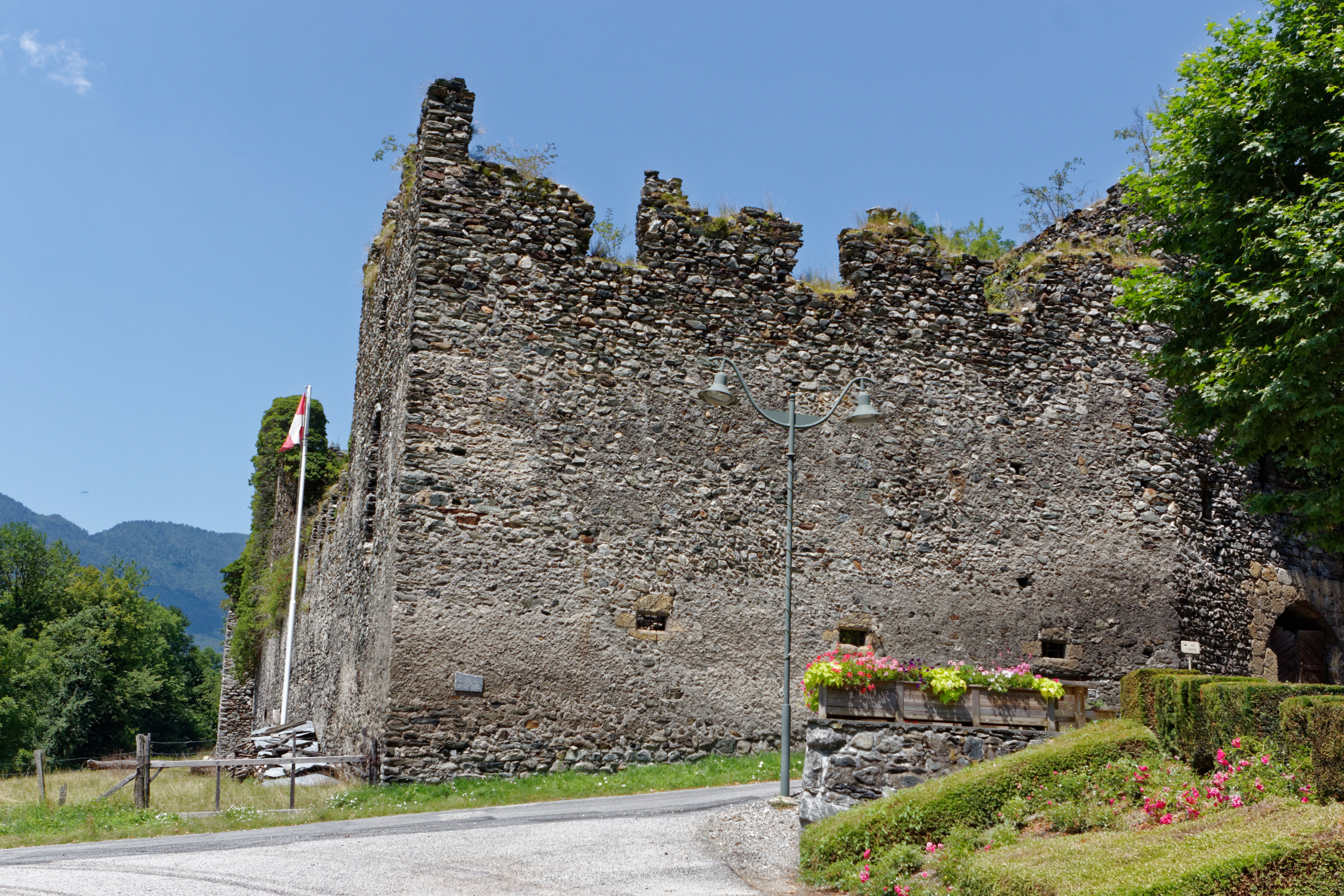
Le château d'Épierre.
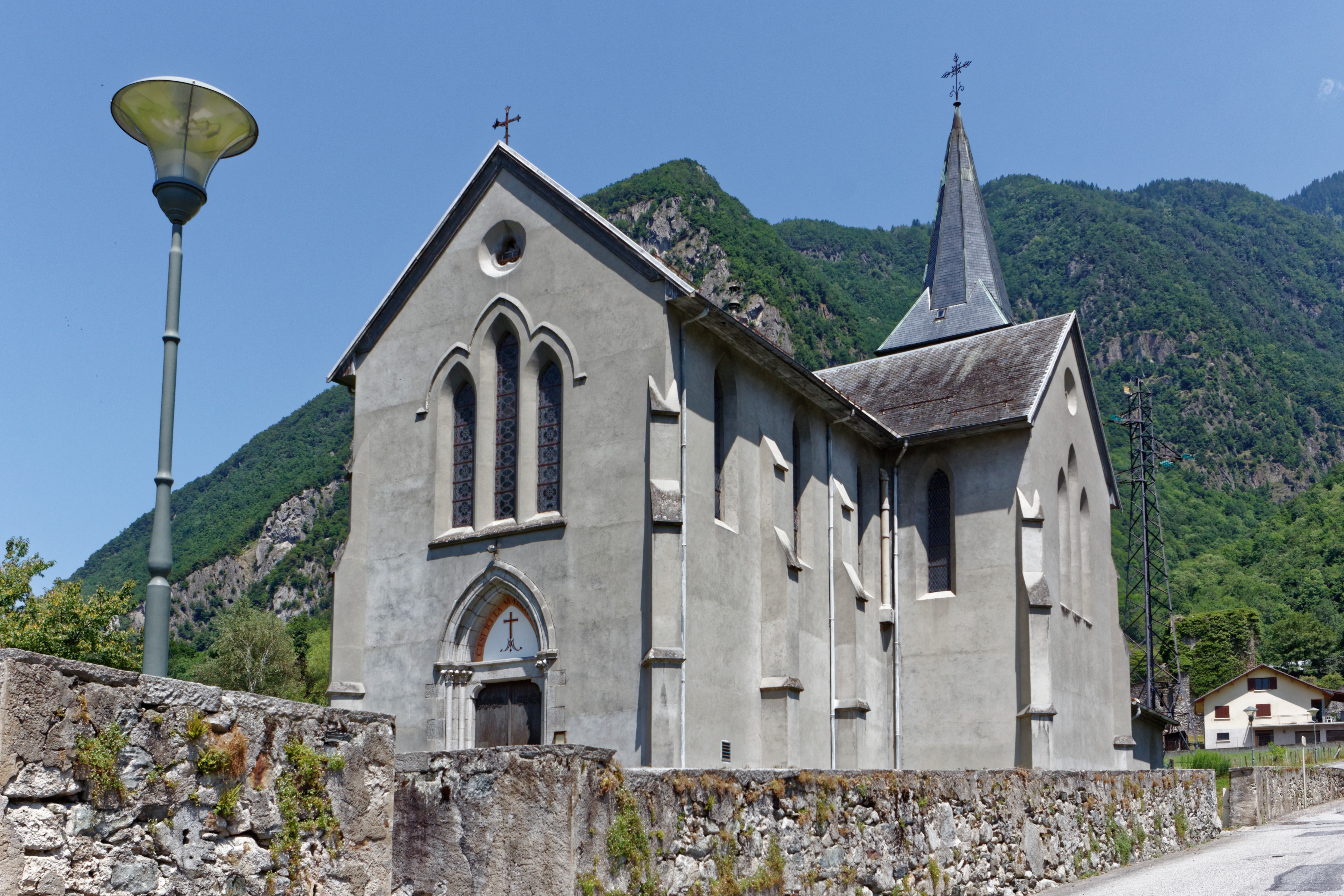
L'église d'Épierre.

Au dessus du village, à 2047 m d'altitude trône la croix de la Coutire. Elle est érigée en 1944, pendant l'occupation nazie, par la jeunesse d'Épierre, à l'initiative de André Buhot et Georges Déléan.